# Classe Scharnhorst (cuirassé)
Pour les autres classes de navires du même nom, voir Classe Scharnhorst.
La classe Scharnhorst est une classe de deux navires capitaux de la Kriegsmarine. Parfois classés comme des cuirassés, parfois comme des croiseurs de bataille, le Scharnhorst et le Gneisenau participent tous les deux à la Seconde Guerre mondiale. Le premier est coulé en 1943 et le second irrémédiablement endommagé en 1942.

## Unités de la classe
| Nom         | Chantier                         | Quille      | Lancement       | Mise en service | Destin                                                                                   |
| ----------- | -------------------------------- | ----------- | --------------- | --------------- | ---------------------------------------------------------------------------------------- |
| Scharnhorst | Deutsche Werke, Kiel             | 16 mai 1935 | 30 juin 1936    | 7 janvier 1939  | Coulé le 26 décembre 1943                                                                |
| Gneisenau   | Kriegsmarinewerft, Wilhelmshaven | 5 mai 1935  | 8 décembre 1936 | 21 mai 1938     | Sévèrement endommagé le 26 février 1942 par la RAF, réparations annulées en juillet 1942 |